# Atavism
|  | Wiktionary har en ordboksartikel om atavism. |

Atavism, från latinets atavus, som betyder "farfars farfars far" eller möjligen "anfader" mer allmänt, är när en egenskap, som är känd från tidigare släktled eller ett primitivt stadium, förekommer i ett mycket senare led i en organisms evolutionshistoria efter att under en tid ha saknats. Detta är möjligt genom att generna för en sådan egenskap ofta huvudsakligen finns kvar i DNA, även när en liten lokal förändring i arvsmassan gör att de inte kommer till påtagligt uttryck i organismen i övrigt (fenotypen).
Människor som på olika sätt uppvisade djuriska drag, som övertaliga bröstvårtor eller mycket kraftfull kroppsbehåring diagnosticerades på 1800-talet med att de led av "atavism". Idag vet vi att de led av andra medfödda sjukdomar som hypertrichosis lanuginosa congenita. Forskningen vid den här tiden intresserade sig dock mycket för fenomenet och menade att dessa människor kunde utgöra förlorade länkar i utvecklingskedjan. Även Darwin skrev om atavism i andra volymen av Variations of animals and plants under domestication från 1866 där han omnämner "apkvinnan" Julia Pastrana.
Inom socialvetenskap är atavism en kulturell tendens, som när folk i modern tid återgår till forna tiders tänkesätt och seder.
Fernand Léger använde ordet "atavistisk" när han nedvärderande beskrev surrealismen.
Atavism betyder också bakslag.